# Alvaschein
Alvaschein foi uma comuna da Suíça, no Cantão Grisões, com 145 habitantes. Estendia-se por uma área de 4,06 km², de densidade populacional de 38 hab/km². Confinava com as seguintes comunas: Brienz/Brinzauls, Lantsch/Lenz, Stierva, Tiefencastel, Vaz/Obervaz.
A línguas oficiais nesta comuna eram o Alemão (falado por 53,3%, de acordo com o censo de 2000) e Romanche, falado por 40,3% da população como primeira língua.

## História
Em 1 de janeiro de 2015, passou a formar parte da nova comuna de Albula/Alvra.